# Liga de Suiza de balonmano
La Liga Suiza de balonmano (oficialmente: Swiss Handball League) o también llamada Nationalliga A, es la liga de balonmano profesional que se disputa en el país suizo. Esta Liga fue fundada en el año 1950, siendo el primer campeón el Grasshopper-Club Zürich, que fue el gran dominador del campeonato hasta principios de los 90 desde cuando se han ido alternando varios campeones diferentes.

## Sistema de competición
El sistema de competición de esta liga compuesta por 10 equipos empieza con una liga todos contra todos a doble vuelta. Al acabar la liga regular los seis mejores clasificados disputarán una playoff para dilucidar el campeón de liga. A esta liguilla final pasan con los puntos obtenidos en la liga regular y se vuelven a enfrentar de nuevo todos contra todos a doble vuelta, al acabar la liguilla los dos primeros juegan la final al mejor de cinco partidos.
Los últimos seis clasificados en la temporada jugarán otra liguilla con el mismo formato que la liguilla por el campeonato por evitar el descenso que dejará al peor equipo disputando la Nationalliga B la siguiente temporada y el penúltimo clasificado jugará una eliminatoria contra el segundo clasificado de la Nationalliga B a ida y vuelta para determinar el equipo que completa la nómina de la liga la siguiente temporada.

## Temporada 2021-22

### Equipos
| Equipo                   | Entrenador            | Ciudad       | Pabellón           |
| ------------------------ | --------------------- | ------------ | ------------------ |
| BSV Bern                 | Martin Rubin          | Berna        | Mobiliar Arena     |
| GC Amicitia Zürich       | Petr Hrachovec        | Zúrich       | Saalsporthalle     |
| HC Kriens                | Goran Perkovac        | Lucerna      | Krauerhalle        |
| HSC Suhr Aarau           | Aco Stevic            | Aarau        | Schachenhalle      |
| Kadetten Schaffhausen    | Adalsteinn Eyjolfsson | Schaffhausen | BBC-Arena          |
| Pfadi Winterthur         | Goran Cvetkovic       | Winterthur   | Axa Arena          |
| RTV 1879 Basel           | Ike Cotrina           | Basilea      | Rankhof            |
| CS Chênois Genéve        | Juan Basmalis         | Ginebra      | Sous Moulin        |
| TSV St. Otmar St. Gallen | Zoltan Cordas         | San Galo     | Kreuzbleiche-Halle |
| Wacker Thun              | Remo Badertscher      | Thun         | Sporthalle Lachen  |

## Palmarés

### Por año
Resultados de los últimos años.
| Edición   | Campeón                      | Finalista                | Resultado | Máximo Goleador Liga        | MVP Liga              |
| --------- | ---------------------------- | ------------------------ | --------- | --------------------------- | --------------------- |
| 1998-1999 | TV Suhr                      | TSV St. Otmar St. Gallen | 2-1       | Attila Kotorman (246)       | -                     |
| 1999-2000 | TV Suhr (2)                  | Kadetten Schaffhausen    | 3-0       | Attila Kotorman (284)       | -                     |
| 2000-2001 | TSV St. Otmar St. Gallen (7) | Pfadi Winterthur         | 2-1       | Cho Chi-hyo (187)           | -                     |
| 2001-2002 | Pfadi Winterthur (7)         | Grasshopper Club Zürich  | 3-1       | Cho Chi-hyo (304)           | -                     |
| 2002-2003 | Pfadi Winterthur (8)         | Wacker Thun              | 2-1       | Martin Friedli (236)        | -                     |
| 2003-2004 | Pfadi Winterthur (9)         | Grasshopper Club Zürich  | 2-0       | Heiko Karrer (240)          | -                     |
| 2004-2005 | Kadetten Schaffhausen        | Grasshopper Club Zürich  | 3-1       | Edin Bašić (261)            | -                     |
| 2005-2006 | Kadetten Schaffhausen (2)    | Grasshopper Club Zürich  | 3-1       | Edin Bašić (240)            | -                     |
| 2006-2007 | Kadetten Schaffhausen (3)    | Grasshopper Club Zürich  | 3-1       | Alexander Mierzwa (249)     | -                     |
| 2007-2008 | ZMC Amicitia (4)             | Liga                     | Liga      | Chen Pomeranz (266)         | -                     |
| 2008-2009 | ZMC Amicitia (5)             | Liga                     | Liga      | Mischa Kaufmann (300)       | -                     |
| 2009-2010 | Kadetten Schaffhausen (4)    | Liga                     | Liga      | Borna Franic (279)          | -                     |
| 2010-2011 | Kadetten Schaffhausen (5)    | Pfadi Winterthur         | 3-0       | Daniel Stahl (255)          | Peter Kukučka         |
| 2011-2012 | Kadetten Schaffhausen (6)    | Wacker Thun              | 3-1       | Daniel Stahl (238)          | Jakub Szymanski       |
| 2012-2013 | Wacker Thun                  | Kadetten Schaffhausen    | 3-2       | Lukas von Deschwanden (199) | Lukas von Deschwanden |
| 2013-2014 | Kadetten Schaffhausen (7)    | Pfadi Winterthur         | 3-0       | Julian Krieg (212)          | Lukas von Deschwanden |
| 2014-2015 | Kadetten Schaffhausen (8)    | TSV St. Otmar St. Gallen | 3-0       | Tomas Babak (182)           | Marcel Hess           |
| 2015-2016 | Kadetten Schaffhausen (9)    | Wacker Thun              | 3-2       | Lukas von Deschwanden (221) | Gábor Császár         |
| 2016-2017 | Kadetten Schaffhausen (10)   | Pfadi Winterthur         | 3-0       | Gábor Császár (215)         | Gábor Császár         |
| 2017-2018 | Wacker Thun (2)              | Pfadi Winterthur         | 3-1       | Lukas von Deschwanden (218) | -                     |
| 2018-2019 | Kadetten Schaffhausen (11)   | Pfadi Winterthur         | 3-0       |                             |                       |
| 2019-2020 | Sin campeón                  |                          |           |                             |                       |
| 2020-2021 | Pfadi Winterthur (10)        | Kadetten Schaffhausen    | 3-0       |                             |                       |
| 2021-2022 | Kadetten Schaffhausen (12)   | Pfadi Winterthur         | 3-0       |                             |                       |
| 2022-2023 | Kadetten Schaffhausen (13)   | HC Kriens                | 3-1       |                             |                       |
| 2023-2024 | Kadetten Schaffhausen (14)   | HC Kriens                |           |                             |                       |

### Por campeonatos
| Equipo                   | Campeón | Años Campeón |
| ------------------------ | ------- | --- |
| Grasshopper Club Zürich  | 21      | 1950, 1951, 1952, 1954, 1955, 1956, 1957, 1962, 1963, 1964, 1965, 1966, 1968, 1969, 1970, 1975, 1976, 1977, 1979, 1990, 1991 |
| Kadetten Schaffhausen    | 14      | 2005, 2006, 2007, 2010, 2011, 2012, 2014, 2015, 2016, 2017, 2019, 2022, 2023, 2024                                           |
| Pfadi Winterthur         | 10      | 1992, 1994, 1995, 1996, 1997, 1998, 2002, 2003, 2004, 2021                                                                   |
| TSV St. Otmar St. Gallen | 7       | 1971, 1973, 1974, 1981, 1982, 1986, 2001                                                                                     |
| ZMC Amicitia Zürich      | 5       | 1987, 1988, 1989, 2008, 2009                                                                                                 |
| BSV Bern                 | 3       | 1961, 1980, 1985 |
| ATV Basel-Stadt          | 2       | 1967, 1972 |
| RTV 1879 Basel           | 2       | 1960, 1984 |
| BTV St. Gallen           | 2       | 1958, 1959 |
| TV Zofingen              | 2       | 1978, 1983 |
| TV Suhr                  | 2       | 1999, 2000 |
| Wacker Thun              | 2       | 2013, 2018 |
| BSV Borba Luzern         | 1       | 1993 |
| STV Rorschach            | 1       | 1953 |